# Соуза, Кателлен
Кателлен Соуза Фейтоза (порт.-браз. Kathellen Sousa Feitoza; род. 26 апреля 1996, Сан-Висенти, Сан-Паулу) — бразильская футболистка, защитница клуба «Ан-Наср» и национальной сборной Бразилии.

## Карьера в сборной
В июне 2018 года главный тренер женской сборной Бразилии Вадао вызвал Кателлен на тренировочные сборы перед товарищеским Турниром наций. В связи с тем, что даты проведения соревнования не соответствовали официальному календарю ФИФА, ряд клубов не отпустил игроков основной сборной в национальную команду, и Вадао пришлось выбирать футболисток из ближайшего резерва. Первый матч за сборную Кателлен провела 26 июля 2018 года, выйдя на замену в матче Турнира наций против Австралии.
Год спустя Кателлен была включена в заявку сборной Бразилии на чемпионат мира 2019. Изначально она считалась игроком запаса, однако из-за травмы центральной защитницы Эрики, Кателлен составила пару Монике в основном составе команды в матчах мундиаля.
В 2022 году в составе национальной команды стала обладательницей Кубка Америки, в котором бразильянки одержали 8 побед в 8 матчах, не пропустив при этом ни одного гола.
В 2023 году Кателлен была включена в окончательный список сборной Бразилии на чемпионат мира. На турнире она провела все 3 матча своей команды на групповом этапе, по итогам которого «селесао» сенсационно не смогли выйти в стадию плей-офф.